# 扎列奇內 (斯維爾德洛夫斯克州)
56°49′N 61°19′E / 56.817°N 61.317°E
扎列奇內（俄语：Заре́чный）是俄羅斯斯維爾德洛夫斯克州南部的一個城市，位於佩什馬河畔，距葉卡捷琳堡東南50公里。2002年人口27,914人。
1992年建市。